# Hoắc (nước)
Hoắc là tên một nước chư hầu trên lãnh thổ Trung Quốc, kéo dài từ thời Tây Chu (1046－771 TCN) đến những năm đầu của Xuân Thu.
Sau khi thành lập Tây Chu và lật đổ nhà Thương, Hoắc Thúc Xử (霍叔處), anh trai của vua Chu Vũ, người được phái đến để tìm một vùng đất tại Hoắc. Mục đích chính của thái ấp này là để kiểm soát quê hương cũ của nhà Thương, kiến lập Tam giám cùng với nước Sái và Quản.
Tuy nhiên, sau cái chết của vua Vũ và sự nhiếp chính của Chu công Đán, Tam Giám cấu kết với các nhà cầm quyền Thương và phát động một cuộc nổi dậy chống lại triều đình nhà Chu. Cuộc nổi dậy này đã thất bại, và Thúc Xử đã bị tước danh hiệu của mình và giáng chức xuống làm một người bình dân. Tuy nhiên, vùng đất của Hoắc sau đó được trao cho con trai của Thúc Xử. Theo cách đó, Thúc Xử tiếp tục cai trị Hoắc, kéo dài cho đến năm 661 TCN cho đến khi Hoắc được sáp nhập vào nhà Tấn.